# Красногвардейское (село, Крым)
Красногварде́йское (до 1948 года Но́вый Цюрихта́ль; укр. Красногвардійське, крымскотат. Yañı Tsürihtal, Янъы Цюрихталь) — село в Советском районе Республики Крым, центр Красногвардейского сельского поселения (согласно административно-территориальному делению Украины — Красногвардейского сельского совета Автономной Республики Крым).

## Население
| 2001 | 2014  |
| ---- | ----- |
| 1505 | ↘1441 |

### Динамика численности
| - 1900 год — 62 чел. - 1902 год — 155 чел. - 1915 год — 351/266 чел. - 1926 год — 344 чел. - 1939 год — 620 чел. | - 1974 год — 1540 чел. - 1989 год — 1636 чел. - 2001 год — 1505 чел. - 2009 год — 2012 чел. - 2014 год — 1441 чел. |

## Современное состояние
На 2017 год в Красногвардейском числится 15 улиц и 1 переулок; на 2009 год, по данным сельсовета, село занимало площадь 12,8 тысяч гектаров на которой, в 718 дворах, проживало 2012 человек. В селе действует средняя школа, детский сад «Весёлое солнышко», сельский дом культуры, библиотека-филиал № 19, отделение почты России, амбулатория общей практики семейной медицины, храм Почаевской иконы Божией Матери. Красногвардейское связано автобусным сообщением с райцентром, Симферополем, городами Крыма и соседними населёнными пунктами.

## География
Красногвардейское — село на юге района, на правом берегу реки Восточный Булганак, у границы с Кировским районом, высота центра села над уровнем моря — 80 м. Ближайшее село — Пушкино в 1,5 км на север, ниже по реке. Райцентр Советский — примерно в 26 километрах (по шоссе) на север, там же ближайшая железнодорожная станция — Краснофлотская (на линии Джанкой — Феодосия). Транспортное сообщение осуществляется по региональным автодорогам 35Н-562 Лоховка — Красногвардейское и 35Н-575 от шоссе Советский — Старый Крым до Красногвардейского (по украинской классификации — С-0-11404 и С-0-11418).

## История
Согласно энциклопедическому словарю Немцы России, Ней-Цюрихталь (или Вербрюс, также Родники) был основан в Цюрихтальской волости Феодосийского уезда крымскими немцами в 1880 году. На верстовой карте 1896 года в деревне Вербрюс обозначено 40 дворов с немецким населением. По «…Памятной книжке Таврической губернии на 1900 год» на хуторе Веребрюсов числилось 62 жителя в 20 дворах, а, по «…Памятной книжке… на 1902 год» — 155 жителей в 44 дворах. На 1914 год в селении действовало немецкое земское училище. По Статистическому справочнику Таврической губернии. Ч.II-я. Статистический очерк, выпуск пятый Феодосийский уезд, 1915 год, в селе Ней-Цюрихталь Цюрихтальской волости Феодосийского уезда числилось 46 дворов (42 двора с землёй, 4 — безземельные) с немецким населением в количестве 183 человек приписных жителей и 226 «посторонних», из которых 131 мужчина и 178 женщин. Жители владели 3468 десятинами удобной земли. В хозяйствах имелось 409 лошадей, 471 вол, 176 коров и 203 головы овец, свиней, или коз. В деревне Вербрюс числилось 27 дворов (все дворы с землёй) с немецким населением в количестве 168 человек приписных жителей, из которых 87 мужчин и 81 женщина. Жители владели 1138 десятинами удобной земли. В хозяйствах имелось 287 лошадей, 332 вола и 122 коровы — по картам это одно селение и почему оно разделено пока не установлено.
Во время гражданской войны, 17 апреля 1920 года, в Ней-Цюрихтале белогвардейцами были расстреляны крымские партизаны. На месте казни установлен памятник, реконструированный дважды: в 1970-х и 2020-х годах. На западной окраине села находится братская могила, в которой похоронили партизан. Постановлением Совета министров Республики Крым № 627 от 20 декабря 2016 года оба памятника отнесены к категории объектов культурно-исторического наследия России регионального значения.
После установления в Крыму Советской власти, по постановлению Крымревкома № 206 «Об изменении административных границ» от 8 января 1921 года была упразднена волостная система и село вошло в состав Владиславовского района Феодосийского уезда, а в 1922 году уезды получили название округов. 11 октября 1923 года, согласно постановлению ВЦИК, в административное деление Крымской АССР были внесены изменения, в результате которых округа ликвидировались и Владиславовский район стал самостоятельной административной единицей. Декретом ВЦИК от 4 сентября 1924 года «Об упразднении некоторых районов Автономной Крымской С. С. Р.» Владиславовский район в октябре 1924 года был преобразован в Феодосийский и село включили в его состав. Согласно Списку населённых пунктов Крымской АССР по Всесоюзной переписи 17 декабря 1926 года, в селе Ней-Цюрихталь, Цюрихтальского сельсовета Феодосийского района, числилось 108 дворов, из них 91 крестьянский, население составлял 344 человека, из них 319 немцев, 15 русских, 7 украинцев, 2 болгарина, 1 еврей, действовала немецкая школа I ступени (пятилетка). Постановлением ВЦИК «О реорганизации сети районов Крымской АССР» от 30 октября 1930 года Феодосийский район был упразднён и был создан Сейтлерский район (по другим сведениям 15 сентября 1931 года), в который включили село, а с образованием в 1935 году Ичкинского — в состав нового района. По данным всесоюзной переписи населения 1939 года в селе проживало 620 человек. Вскоре после начала Великой Отечественной войны, 18 августа 1941 года крымские немцы были выселены, сначала в Ставропольский край, а затем в Сибирь и северный Казахстан. На карте 1942 года село подписано, как Новый Цюрихталь.

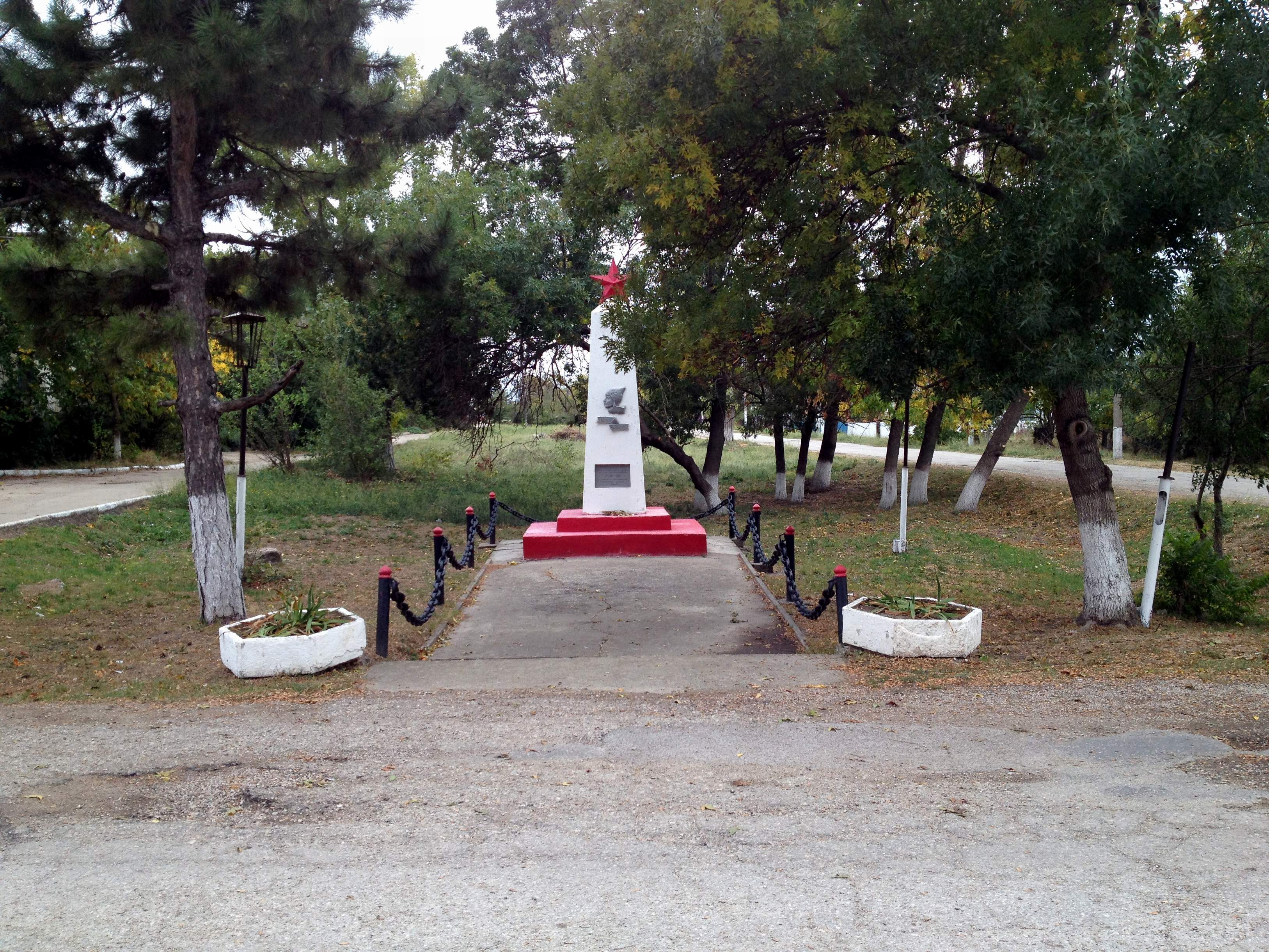
Памятник на месте расстрела партизан гражданской войны.
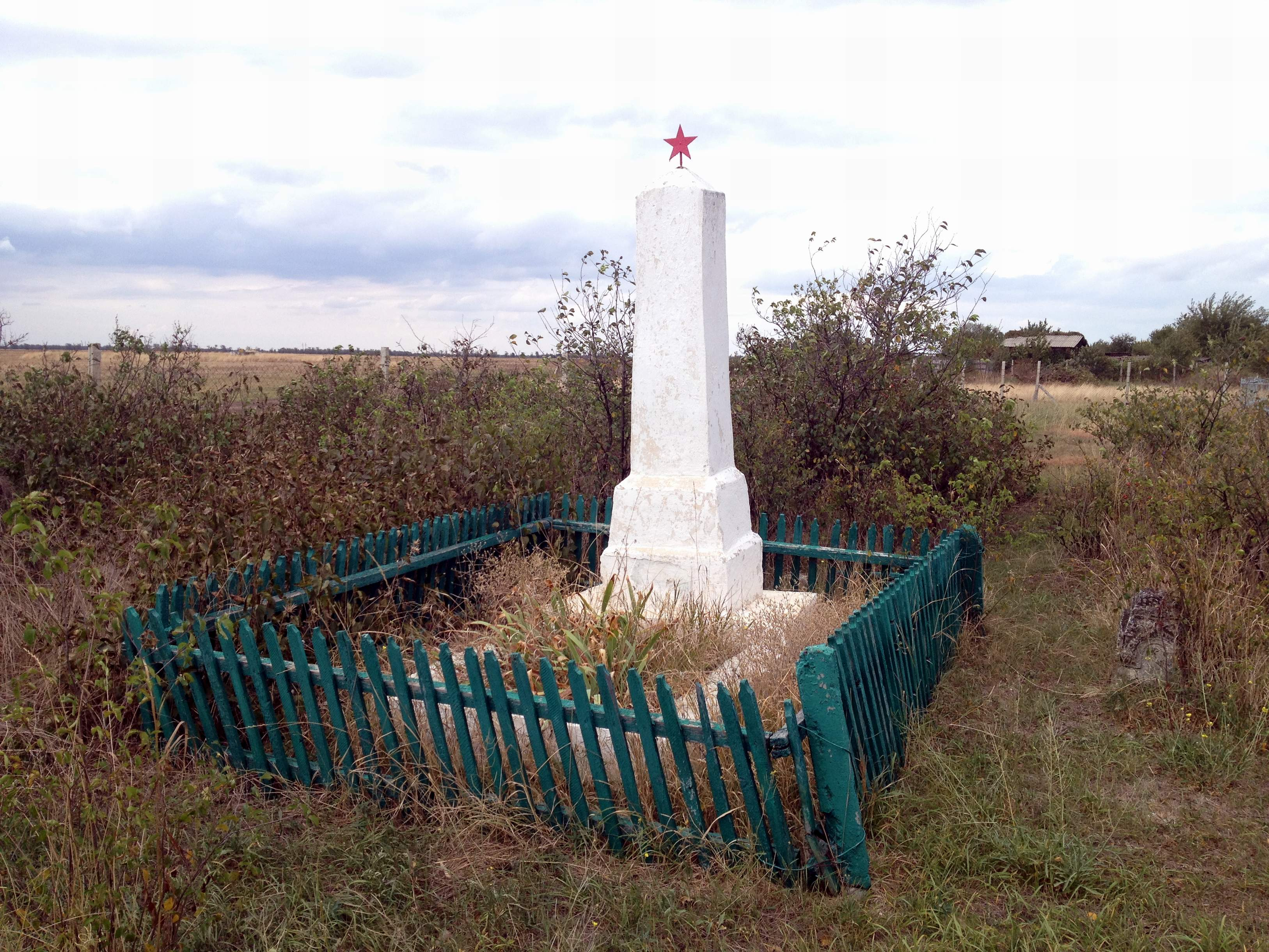
Братская могила партизан гражданской войны.
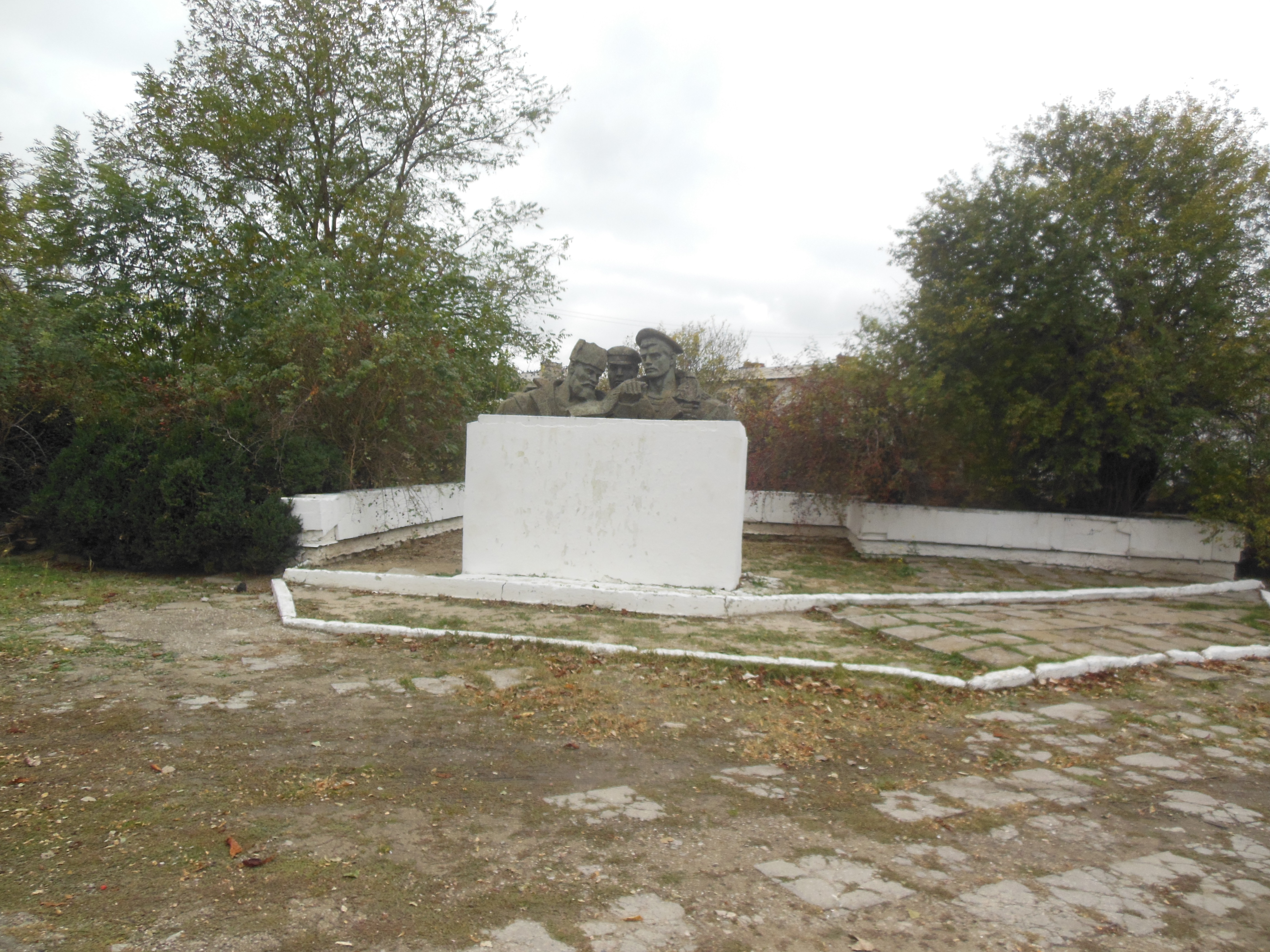
Памятник воинам-односельчанам.

В годы Великой Отечественной войны на фронтах и в партизанских отрядах сражались и жители Нового Цюрихталя. В их честь в центре села установлен памятный знак.
После освобождения Крыма от фашистов, 12 августа 1944 года было принято постановление № ГОКО-6372с 12 августа 1944 года было принято постановление № ГОКО-6372с «О переселении колхозников в районы Крыма» и в сентябре 1944 года в район приехали первые новоселы (180 семей) из Тамбовской области, а в начале 1950-х годов последовала вторая волна переселенцев из различных областей Украины. Указом Президиума Верховного Совета РСФСР от 18 мая 1948 года, Новый Цюрихталь переименовали в Красногвардейское. 26 апреля 1954 года Крымская область была передана из состава РСФСР в состав УССР. Время включения в Пушкинский пока не установлено: на 15 июня 1960 года село числилось в его составе. В январе 1961 года, на базе совхоза «Феодосийский» (центральная усадьба находилась в селе Чапаевка), в селе образован совхоз «Красногвардейский», в 1965 году преобразованный в птицефабрику. Указом Президиума Верховного Совета УССР «Об укрупнении сельских районов Крымской области», от 30 декабря 1962 года Советский район был упразднён и село присоединили к Нижнегорскому. Решением Крымского облисполкома № 598 от 17 ноября 1964 года Пушкинский сельсовет был упразднён и образован Красногвардейский сельсовет. 8 декабря 1966 года Советский район был восстановлен и село вновь включили в его состав. По данным переписи 1989 года в селе проживало 1636 человек. С 12 февраля 1991 года село в восстановленной Крымской АССР, 26 февраля 1992 года переименованной в Автономную Республику Крым. С 21 марта 2014 года в составе Крыма аннексировано Россией.
12 мая 2016 года парламент Украины, не признающий российскую аннексию, принял постановление о переименовании села в Новый Цюрихталь (укр. Новий Цюріхталь), в соответствии с законами о декоммунизации, однако данное решение не вступает в силу до «возвращения Крыма под общую юрисдикцию Украины».